# Johannes Eck
Johannes Eck, al secolo Johannes Mayer, o Johann Maier, fu detto Eck (Egg)  dal nome del suo paese d'origine (Egg an der Günz, 13 novembre 1486 – Ingolstadt, 15 febbraio 1543), è stato un teologo tedesco cattolico, noto in particolare per la sua strenua opposizione a Martin Lutero.

## Biografia

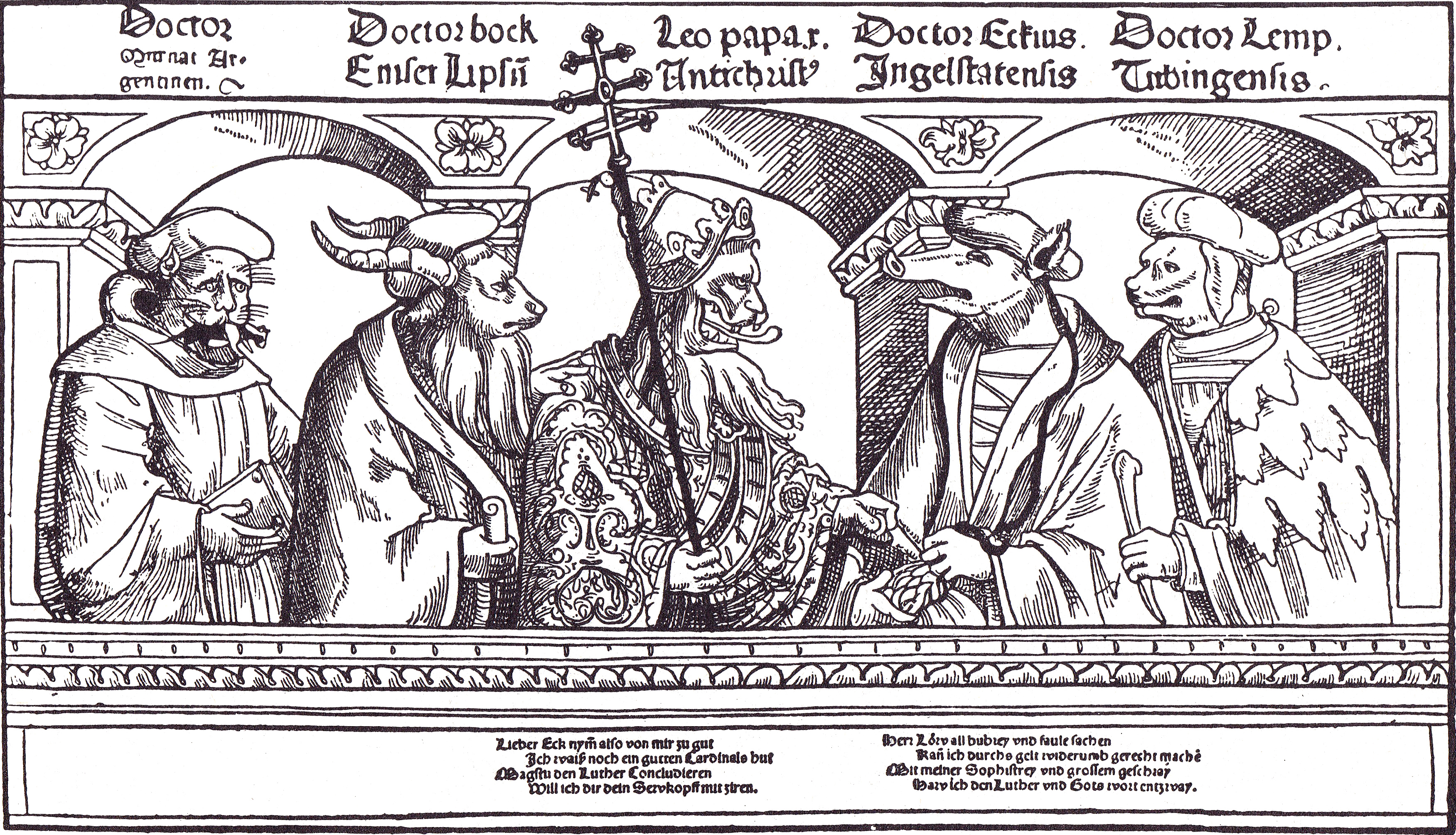
Rappresentazione satirica degli avversari di Martin Lutero. Xilografia dei primi anni della Riforma che raffigura i nemici di Lutero come animali. Sulla sinistra il francescano Thomas Murner raffigurato come un gatto, accanto a lui il teologo Hieronymus Emser ritratto come una capra. Papa Leone X, raffigurato al centro con le sembianze di un leone, è designato come Anticristo. Alla sua destra ci sono Johannes Eck, ritratto come un maiale e il professore di teologia di Tubinga Jakob Lemp con le fattezze di un cane. Nella didascalia Leone X promette a Eck la berretta cardinalizia e del denaro in cambio della sua opposizione a Lutero.

Johannes Eck proveniva da una famiglia di umili origini e fu cresciuto a Rottenburg da uno zio, il parroco Martin Mayer. Eck studiò poi teologia, filosofia, filologia giurisprudenza e scienze naturali alle Università di Heidelberg, Tubinga, Colonia, e Friburgo in Brisgovia, dove frequentò il circolo umanistico di Ulrich Zasius. Nel 1508 fu ordinato presbitero a Strasburgo.
Dopo essersi laureato a Friburgo in Brisgovia, divenne professore di teologia all'Università di Ingoldstadt, la quale in seguito, grazie a lui e altri eccellenti teologi come Franz Burckhardt, Leonhard Marstaller e Pietro Canisio, sarebbe divenuta il centro intellettuale della controriforma.
Egli era inoltre membro del capitolo del Duomo a Eichstätt e parroco a Ingolstadt della comunità di St. Moritz e della Liebfrauen.
Eck era noto come brillante retore e disponeva di un'istruzione eccezionale per l'epoca. Nel 1514 pubblicò uno scritto in cui giustificò, per la prima volta, il prestito a interesse, guadagnandosi così la fama presso gli avversari di "teologo dei Fugger". Attirò la prima volta l'attenzione su di sé con una discussione di etica economica all'Università di Bologna. Inizialmente Eck si confrontò con le posizioni di Lutero con una certa benevolenza, ma dopo la pubblicazione delle 95 tesi redasse una forte risposta dal titolo Obelischi, alla quale Lutero replicò con gli Asterischi.
Quando le differenze sulla questione delle indulgenze, della libertà dell'Uomo, della giustificazione e del Papato divennero eclatanti, fu organizzata una disputa a Lipsia nel 1519, con la quale Eck fu opposto a Martin Lutero e a Andreas Bodenstein (detto Carlostadio).
Eck difese le posizioni cattoliche e riuscì abilmente a fare dire a Lutero che alcune tesi di Jan Hus erano veramente evangeliche, malgrado questi fosse stato condannato dal Concilio di Costanza. Nello stesso anno pubblicò la sua opera De primatu Petri, nella quale difendeva il Papato dalle critiche luterane.
Eck comprese che Lutero non voleva una riforma della Chiesa, ma una vera e propria rivoluzione.
Nel 1520 Eck si recò a Roma al fine di ottenere che il processo contro Lutero proseguisse. Al suo ritorno in Germania rese pubblica la bolla papale di scomunica contro Lutero. Eck partecipò pure alle dispute di Baden nel 1526 dove batté Giovanni Ecolampadio e Berthold Haller, di Augusta (1530), di Worms (1541) e infine di Ratisbona (1541). Eck divenne pertanto il bersaglio della propaganda luterana. Lo stesso Lutero lo chiamava il maiale di Ingolstadt e “Dottor Scrofa”.
Nel 1525 apparve l'opera principale di Eck l'Enchiridion locorum communium adversus, Lutherum, nella quale Eck motivava il proprio rifiuto del Protestantesimo. Del libro furono pubblicate 46 edizioni.
Eck sollecitò tuttavia anche l'avvio di riforme in campo cattolico, quali il miglioramento della formazione dei preti, l'abolizione degli abusi nella concessione di indulgenze e nella riscossione delle decime. Queste richieste saranno esaminate e in buona parte accolte dopo la sua morte dal Concilio di Trento.
Eck presentò anche una propria traduzione della Bibbia e pubblicò un libro di prediche in due volumi al fine di migliorare la qualità delle omelie nelle chiese cattoliche. In ogni caso egli respinse sempre l'impostazione dei riformatori, che a suo parere, rappresentava un falso attacco alla tradizione spirituale e teologica del Cristianesimo.
Eck si interessò e scrisse anche opere di logica e scienze naturali.

## Opere
- Chrysopassus Praedestinationis (1514)
- Obelisci (1517)
- Disputatio Viennae Pannoniae habita (1517)
- De Primato Petri adversus Lutherum (1520)